# Nová Huť (Svor)
Nová Huť (německy Neuhütte, dříve Antonihöhe resp. Antonienhöhe) je samota na území obce Svor v Libereckém kraji, okrese Česká Lípa, na velkém lučinatém sedle (552 m n. m.) mezi Stožcem a Velkým Bukem v Lužických horách, při silnici I/9 asi 1 km jižně od Stožeckého sedla.

## Historie
Sklářskou huť zde v roce 1750 založil Jan Václav Müller, výstavba stájí pro formany a hospody byla majiteli roku 1775 vrchností zamítnuta. Roku 1799 koupil huť Anton Kittel z Falknova, kterému se podařilo roku 1805 postavit asi 300 metrů východně od hutě při nové císařské silnici zájezdní hostinec. Po jejím zakladatelovi neslo místo název Antonihöhe (Antonínova výšina). Provoz sklářské huti byl zastaven roku 1819 a pak definitivně roku 1870, zbořena byla v letech 1877–1881. Po požáru hostince v roce 1896 byly znovu postaveny zděné budovy, tj. hájenka, hostinec a hospodářské budovy, sloužily též jako ubytovna lesních dělníků.
Severně od samoty jsou řopíky československé obranné linie z let 1936 až 1938, v hájovně bylo také vojenské velitelství. Na podzim roku 1938 zde došlo k přestřelce s henleinovci. Po roce 1945 byl hostinec zrušen a význam výletního místa upadl. Od roku 2002 zde byl hostinec na dobu obnoven, s přestávkami funguje i nyní (restaurace U trempa).

## Dopravní spojení

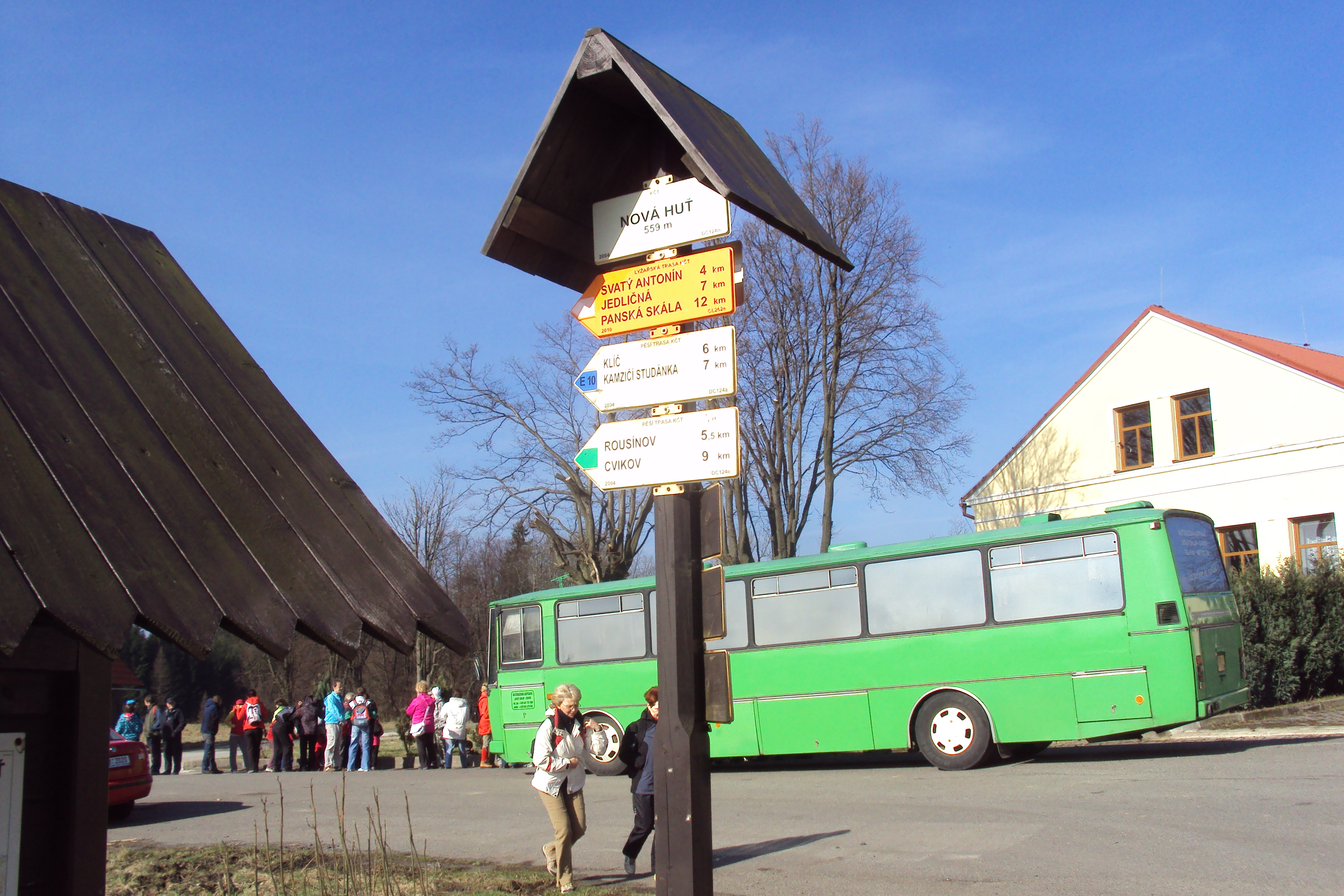
Rozcestník na Nové Huti

Císařská silnice, dnes silnice I/9, zde byla vybudována v letech 1794–1797 v trase staré zemské cesty. Silnice I. třídy vede z Prahy přes Středočeský a Liberecký kraj na sever do Rumburka a dále přes hraniční přechod v Neugersdorfu do Saska.
Jižně od samoty prochází sedlem kolmo k silnici I/9 železniční trať Bakov nad Jizerou – Jedlová z České Lípy do stanice Jedlová a Rumburka. Trať byla otevřena v lednu 1869, později zde na ní byla zřízena zastávka Neuhütte-Lichtenwalde, česky později Nová Huť-Světlá, která byla roku 1961 přejmenována na název Jedlová zastávka a ke konci roku 2014 na Nová Huť v Lužických horách, dřevěný přístřešek je z roku 1914. Zastávka je od usedlosti vzdálená 400 metrů.
Vedou zde dvě turisticky značené cesty, modrá mezinárodní E10 na Klič a zelená od Cvikova, jsou zde vedeny trasy pro lyžaře a cyklotrasa 3007.

## Katastrální území
Lokalita včetně železniční zastávky je na katastru Svor 761 494, od silnice I/9 je na západní straně.

## Fotogalerie

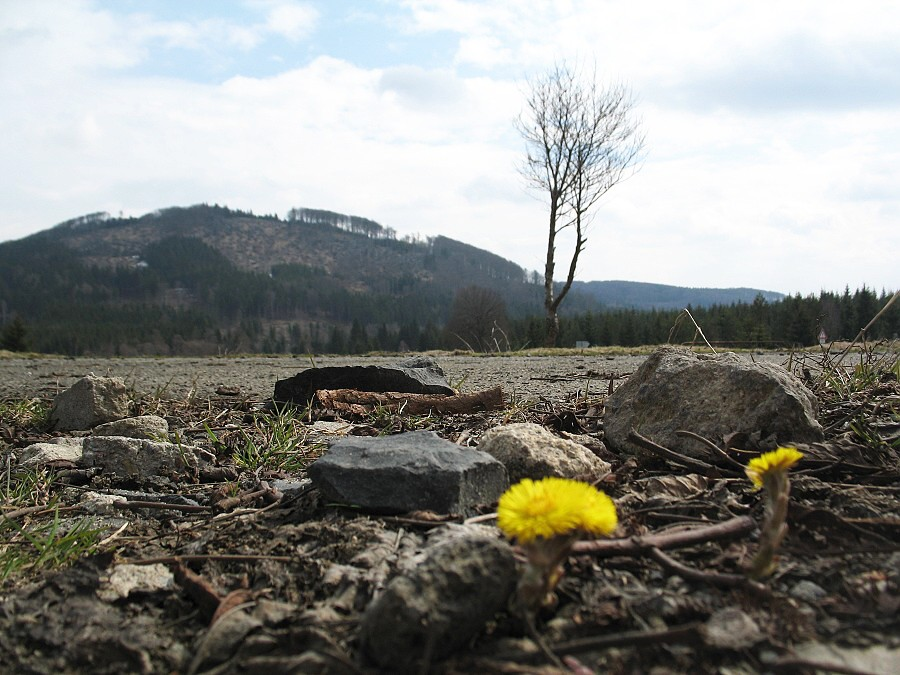
Předjaří na Nové Huti, v pozadí vrch Bouřný
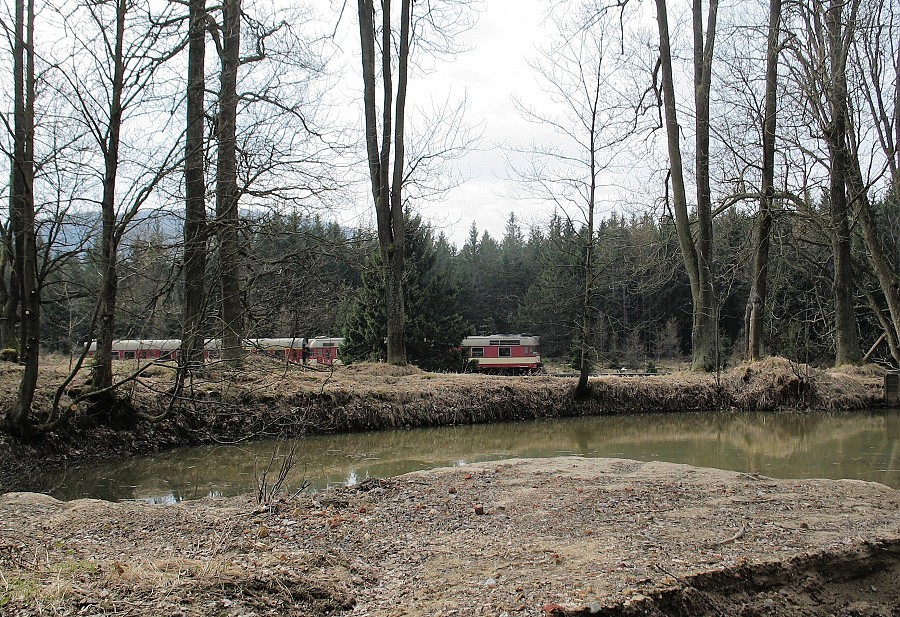
Rybníček u železniční trati Bakov n. J. - Jedlová
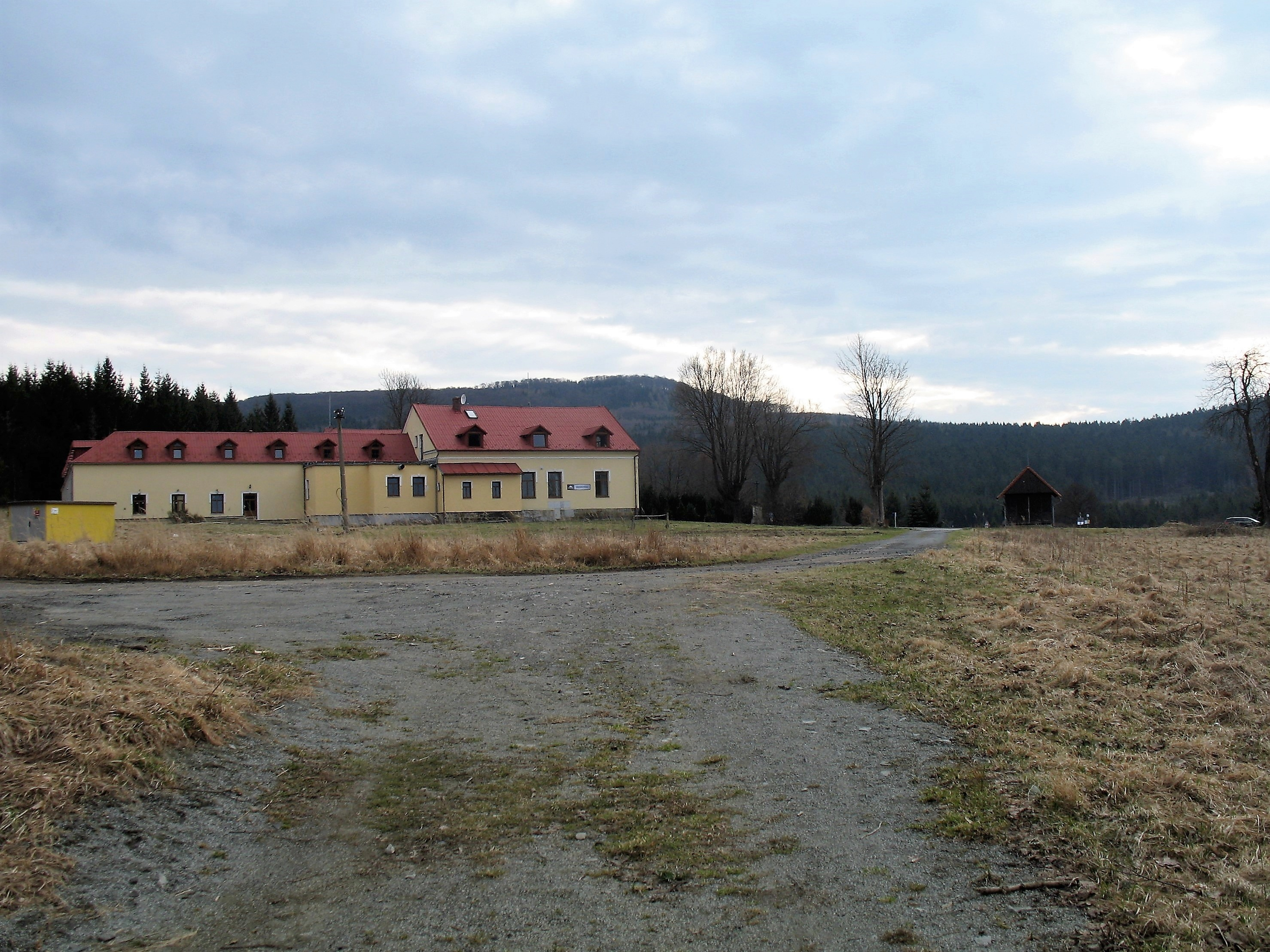
Pohled na Novou Huť od silnice do Horní Světlé
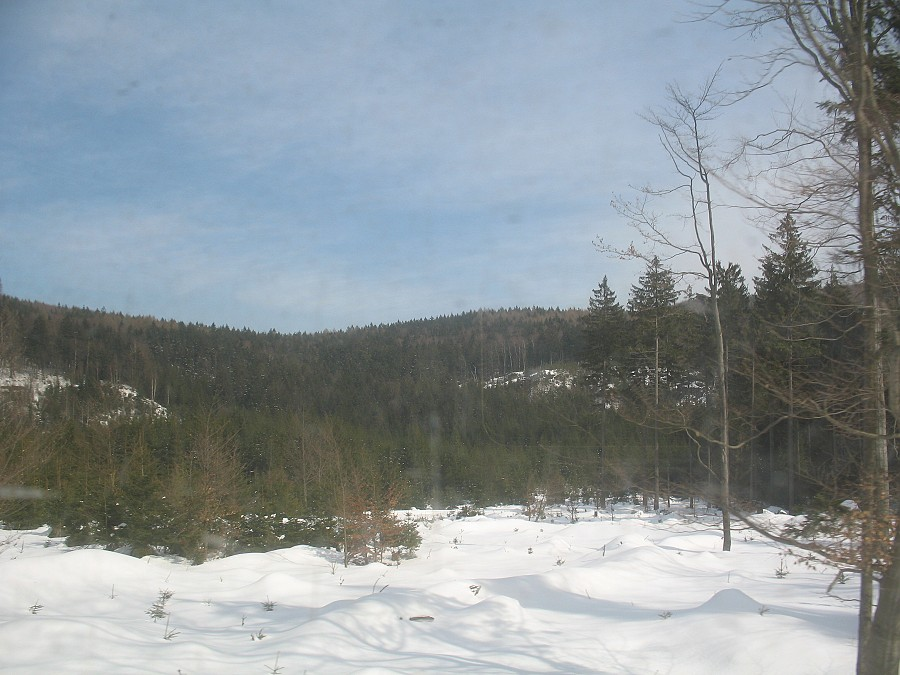
Lužické hory u Nové Huti v zimě
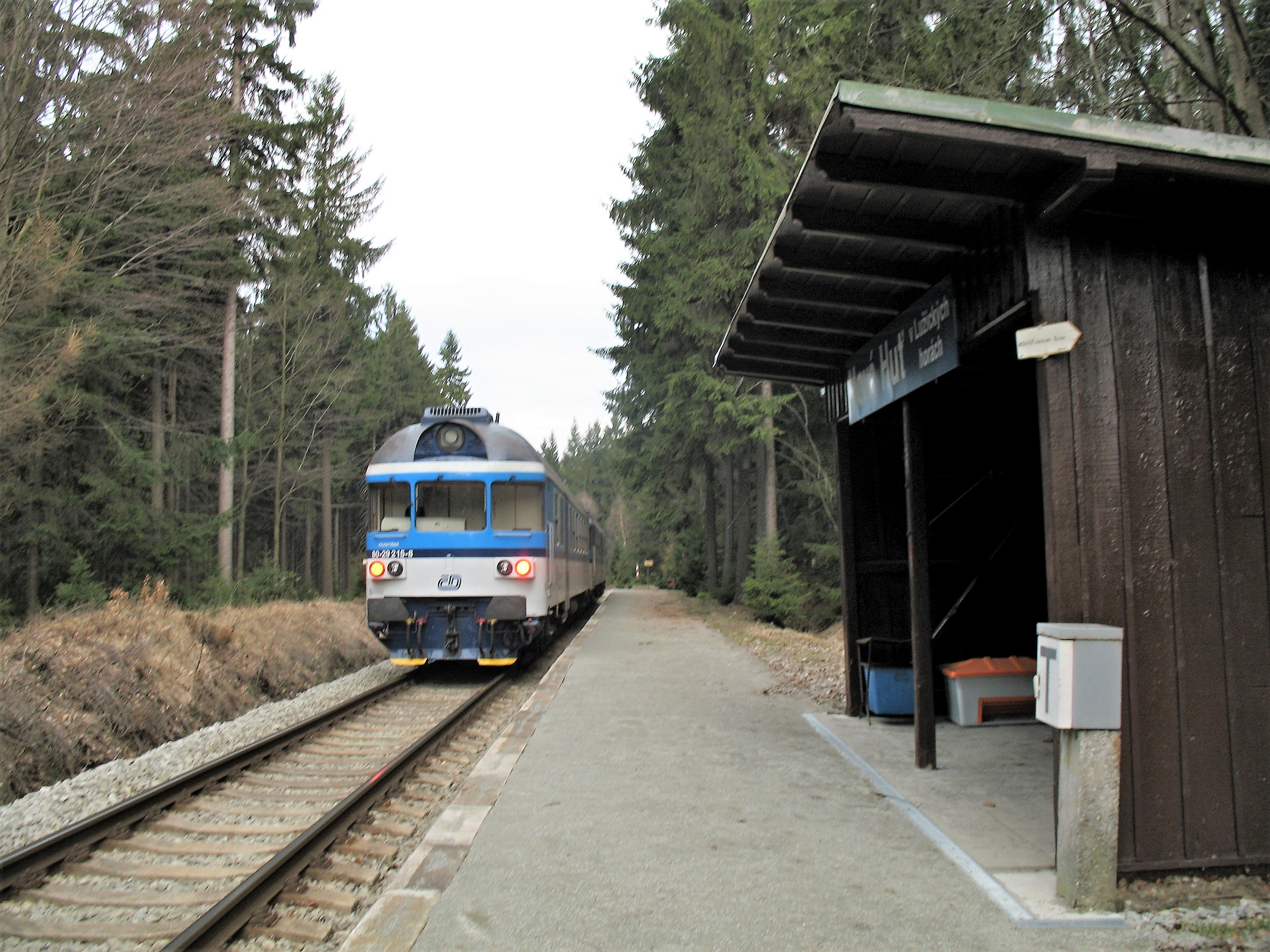
Zastávka Nová Huť v Lužických horách